# His Creation Reversed
His Creation Reversed är Havayoth's första album och enda album, släppt år 2000.

## Musiker
- Andreas Hedlund - sång
- Marcus Norman - gitarr/keyboard/programmering

## Låtlista
1. Transcendence - 02:28
2. Mirrors - 05:55
3. The Watcher - 07:08
4. Burn - 04:19
5. Starfall - 03:07
6. Teloah - 07:27
7. Wounds - 05:51
8. Dreaming - 02:33
9. Fallen - 05:55